# Dalian Women's Tennis Open 2015
Il Dalian Women's Tennis Open 2015 è stato un torneo professionistico di tennis femminile giocato sul cemento. È stata la 1ª edizione del torneo, che fa parte del WTA Challenger Tour 2015. Si è giocato a Dalian in Cina dall'8 settembre al 13 settembre 2015.

## Partecipanti

### Teste di serie
| Nazionalità | Giocatrice           | Ranking* | Testa di serie |
| ----------- | -------------------- | -------- | -------------- |
| Cina        | Zheng Saisai         | 71       | 1              |
| Serbia      | Bojana Jovanovski    | 98       | 2              |
| Cina        | Duan Yingying        | 103      | 3              |
| Russia      | Elizaveta Kulichkova | 107      | 4              |
| Cina        | Wang Qiang           | 112      | 5              |
| Rep. Ceca   | Kristýna Plíšková    | 113      | 6              |
| Giappone    | Nao Hibino           | 123      | 7              |
| Cina        | Zhu Lin              | 125      | 8              |

* Ranking al 31 agosto 2015.

### Altre partecipanti
Giocatrici che hanno ricevuto una wild card:
- Lu Jiajing
- Xu Shilin
- Zhang Shuai
- Zhang Yuxuan

Giocatrici che sono passate dalle qualificazioni:
- Liu Chang
- Lu Jingjing
- Katarzyna Piter
- Emily Webley-Smith

## Campionesse

### Singolare
Zheng Saisai ha sconfitto  Julia Glushko per 2-6, 6-1, 7-5.

### Doppio
Zhang Kailin e  Zheng Saisai hanno sconfitto  Chan Chin-wei e  Darija Jurak per 6-3, 6-4.